# クリスティン・ブラジー・フォード
クリスティン・ブラジー・フォード（英: Christine Blasey Ford、1966年11月 - ）は、アメリカ合衆国の心理学者。

## 生い立ち
ワシントンD.C.の郊外に生まれた。
合衆国最高裁の判事候補であるブレット・カバノーによる性的暴行被害を訴えた。上院司法委員会の公聴会が開かれた。